# Bonaccordite
La bonaccordite è un minerale appartenente al gruppo della ludwigite.